# Karl-Marx-Stadt (tỉnh)
Bezirk Karl-Marx-Stadt, cũng gọi là Bezirk Chemnitz, là một tỉnh (Bezirk) của Cộng hòa Dân chủ Đức. Trụ sở và thành phố chính là Karl-Marx-Stadt, được đổi tên thành Chemnitz sau khi tái thống nhất nước Đức.

## Lịch sử
Tên gọi của tỉnh được đặt theo tên của thành phố tỉnh lị, và có nguồn gốc từ Karl Marx. Cùng với 13 tỉnh khác, tỉnh Karl-Marx-Stadt được thành lập vào ngày 25 tháng 7 năm 1952, thay thế các bang cũ của Đức. Sau ngày 3 tháng 10 năm 1990, tỉnh bị bãi bỏ trong giai đoạn tái thống nhất nước Đức, trở thành một phần của bang Sachsen.

## Địa lý

### Vị trí
Bezirk Karl-Marx-Stadt, thuộc khu vực Direktionsbezirk Chemnitz và là tỉnh cực nam của CHDC Đức, giáp với Bezirke Gera, Leipzig và Dresden. Tỉnh cũng có biên giới với Tiệp Khắc và Cộng hòa Liên bang Đức.

### Phân cấp
Bezirk được chia thành 26 kreise: 5 quận (Stadtkreise) và 21 huyện (Landkreise): 
- Quận: Johanngeorgenstadt; Karl-Marx-Stadt; Plauen; Schneeberg; Zwickau.
- Huyện: Annaberg; Aue; Auerbach; Brand-Erbisdorf; Flöha; Freiberg; Glauchau; Hainichen; Hohenstein-Ernstthal; Karl-Marx-Stadt-Land; Klingenthal; Marienberg; Oelsnitz; Plauen-Land; Reichenbach; Rochlitz; Schwarzenberg; Stollberg; Werdau; Zschopau; Zwickau-Land.